# 보덕중학교
보덕중학교(報德中學校)는 대한민국 충청북도 보은군 탄부면 하장리에 있는 공립 중학교이다.

## 학교 연혁
- 1953년 3월 23일 : 학교 설립인가 (3학급)
- 1953년 4월 25일 : 유판섭 초대 교장 부임
- 1955년 3월 4일 : 제1회 69명 졸업
- 1958년 4월 25일 : 본관 준공 (7교실)
- 2008년 12월 26일 : 교사 증.개축 준공
- 2009년 10월 16일 : 다목적교실 준공
- 2022년 9월 1일 : 제28대 정한진 교장 부임
- 2024년 1월 5일 : 제70회 15명 졸업(총 10,706명)
- 2024년 3월 4일 : 신입생 18명 입학

## 참고 자료
- 보덕중학교 - 한국교육학술정보원 학교알리미